# Perrine Devahive
Perrine Devahive (25 de mayo de 1994) es una deportista belga que compite en ciclismo de montaña en la modalidad de trials. Ganó una medalla de bronce en el Campeonato Mundial de Ciclismo de Montaña de 2016.

## Palmarés internacional
| Campeonato Mundial | Campeonato Mundial   | Campeonato Mundial | Campeonato Mundial |
| Año                | Lugar                | Medalla            | Competición        |
| ------------------ | -------------------- | ------------------ | ------------------ |
| 2016               | Val di Sole (Italia) | Medalla de bronce  | Trials 20″/26″     |